# 支那事変海軍作戦記録
『支那事変海軍作戦記録』（しなじへんかいぐんさくせんきろく）は、日中戦争（支那事変）における大日本帝国海軍の作戦行動を記録した映画である。内容は盧溝橋事件から武漢作戦までに及んでいる。

## 概要
当時盧溝橋事件から続いて起きていた廊坊事件、広安門事件、通州事件、大山事件に関する描写や当時の上海租界の成り立ちについての解説があり、第二次上海事変前の状況を説明している。第二次上海事変に関する映像が多く、中国軍機による共同租界への爆撃によって欧米人を含む外国人にも危険が及ぶことがはっきりし、これを守ることも含めて日本が本格的な戦争に入ったとしている。
中国の地図を多用、軍艦マーチをBGMとして使用し、戦闘シーンの映像は大日本帝国海軍側のものが主体、中国側からの発砲の様子や大日本帝国陸軍の映像は少ない。